# Église Sainte-Croix de Sainte-Croix
Pour les articles homonymes, voir Église Sainte-Croix.
L'église Sainte-Croix est une église catholique située à Sainte-Croix, en France.

## Localisation
L'église est située dans le département français de la Dordogne, sur la commune de Sainte-Croix.

## Historique
L'édifice est classé au titre des monuments historiques en 1886.